# Haplochernes dahli
Espèce
Haplochernes dahli est une espèce de pseudoscorpions de la famille des Chernetidae.

## Distribution
Cette espèce se rencontre en Indonésie, en Papouasie-Nouvelle-Guinée et aux îles Salomon.

## Publication originale
- Beier, 1932 : Pseudoscorpionidea II. Subord. C. Cheliferinea. Tierreich, vol. 58, p. 1-294.